# Internet RayTracing Competition
La IRTC o Internet RayTracing Competition fue un concurso meritorio bimensual de aficionados a la imagen sintética tridimensional, principalmente usuarios de POV-Ray (aunque estaba abierto al uso de cualquier programa 3D, sin embargo se limitaba el retoque posterior con programas de edición fotográfica), fue el heredero de la Raytracing Competition que empezó a disputarse en 1994. Aunque gozó de gran popularidad por su espíritu abierto y la gran calidad de sus participantes a finales del siglo XX y principios del XXI, poco a poco fue decayendo el número de participantes en concordancia a la caída en popularidad de su principal valedor, el programa de imagen sintética Pov-Ray.
Desde 1996 pasó a llamarse IRTC hasta que en 2006 se suspendió el certamen por problemas con la administración y actualización del servicio. Desde septiembre de 2009 la nueva IRTC fue resucitada por David K. Buck, uno de los legendarios participantes en el desarrollo del código de POV-Ray. Desafortunadamente, la competición se suspendió de nuevo en diciembre de 2010 a pesar de todos los esfuerzos técnicos de su administrador que no pudo compaginar los problemas técnicos surgidos con su propia vida profesional.
Constaba de dos secciones, imágenes fijas y animaciones, que debían ajustarse a un título renovado en cada edición. Los ganadores de cada concurso eran elegidos por los mismos participantes con menciones especiales a la calidad técnica, artística e interpretación original del tema.